# Sebastián Fernández Miralles
Sebastián Fernández Miralles (Benidorm, 26 de febrer de 1970) és un polític valencià, diputat a les Corts Valencianes en IV Legislatura.
Llicenciat en dret per la Universitat d'Alacant. Cap de Nuevas Generaciones a Benidorm en 1993, fou elegit diputat a les eleccions a les Corts Valencianes de 1995. De 1995 a 1999 fou secretari de la Comissió d'Educació i Cultura de les Corts Valencianes. A les eleccions municipals espanyoles de 1999 i 2003 fou escollit regidor de l'ajuntament de Benidorm i diputat de la diputació d'Alacant. En 2012 fou nomenat director general de turisme la Generalitat Valenciana.